# Cyclops langnæbbede myrepindsvin
Cyclops langnæbbede myrepindsvin (Zaglossus  attenboroughi) er et kloakdyr der lever på Ny Guinea. Det latinske navn har det fået til ære for Sir David Attenborough. Det danske navn skyldes at den bl.a. lever i Cyclops bjergene i Irian Jaya. 
Et Cyclops langnæbet myrepindsvin blev filmet af en british ekspedition til Papua Ny Guinea i December 2024 efter at man ikke havde set et i over 60 år. 